# Wondang (métro de Séoul)
Wondang  (en coréen : 원당역) est une station de la ligne 3 du métro de Séoul. Elle est située à Goyang (au nord-ouest de Séoul) dans la province Gyeonggi en Corée du Sud.

## Situation sur le réseau

Plan du réseau (2023)

## Histoire
La station Wondang est mise en service le 30 janvier 1996.

## Services aux voyageurs

### Desserte

Installations
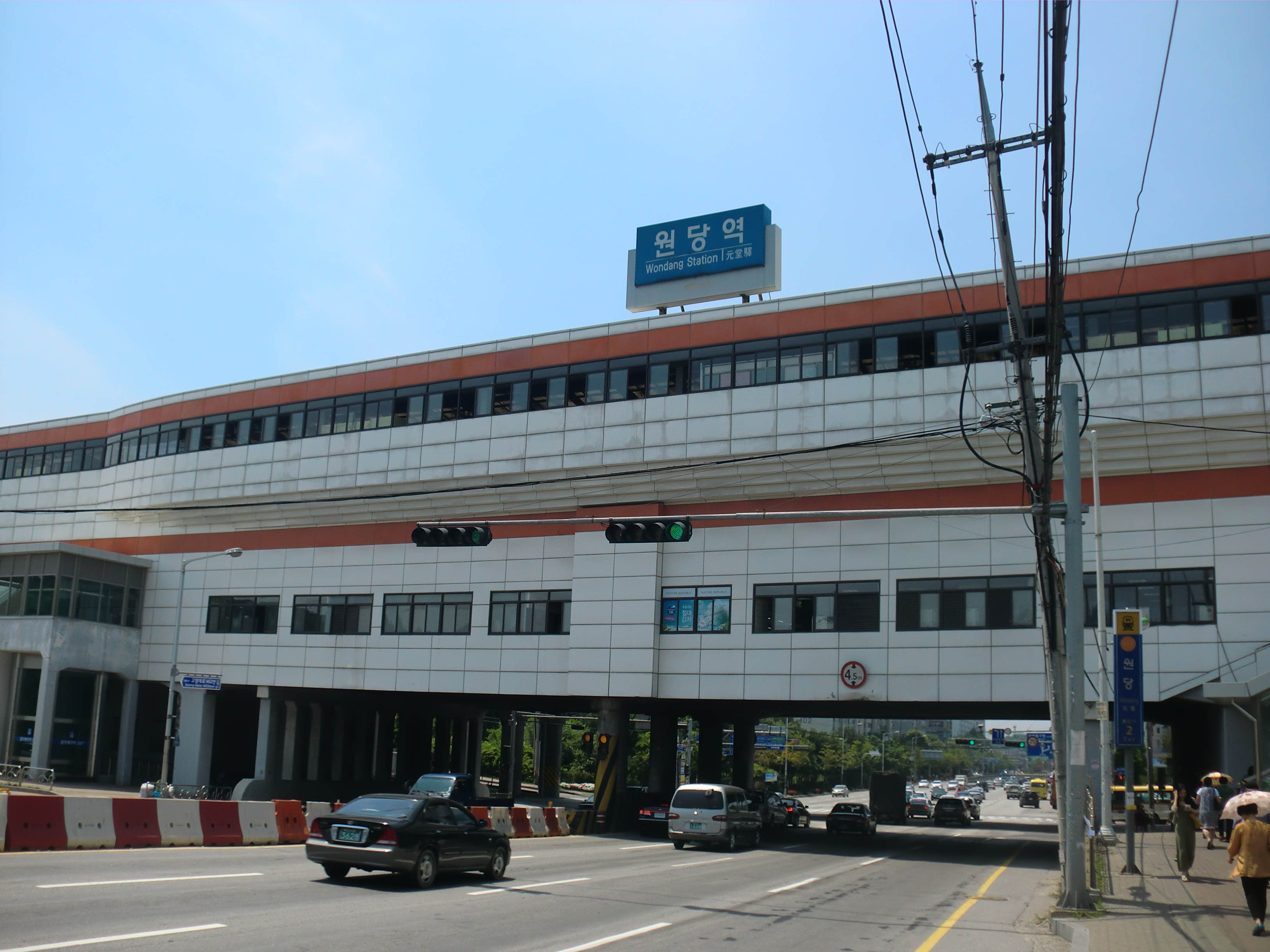
En 2014.
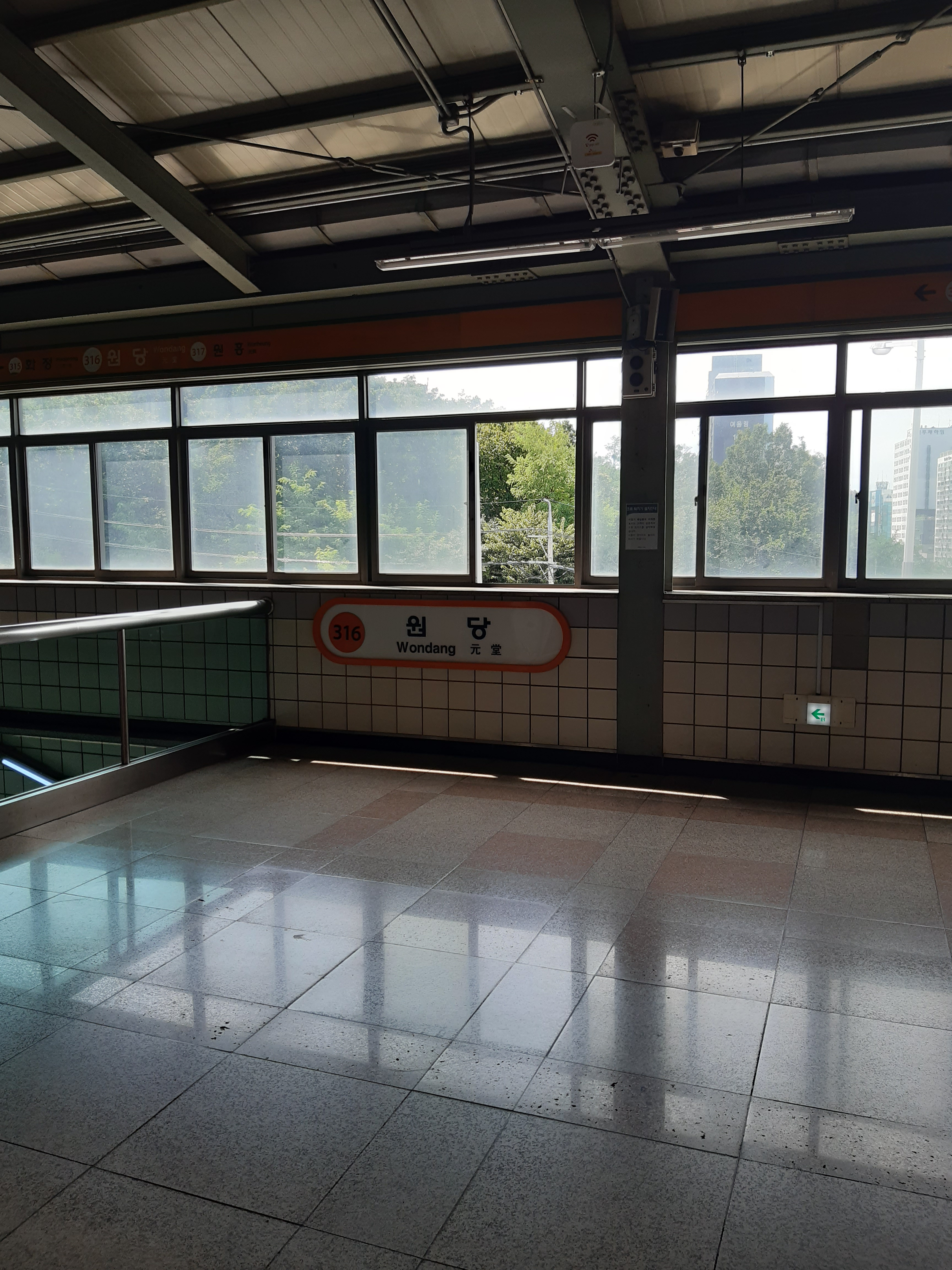
En 2021.
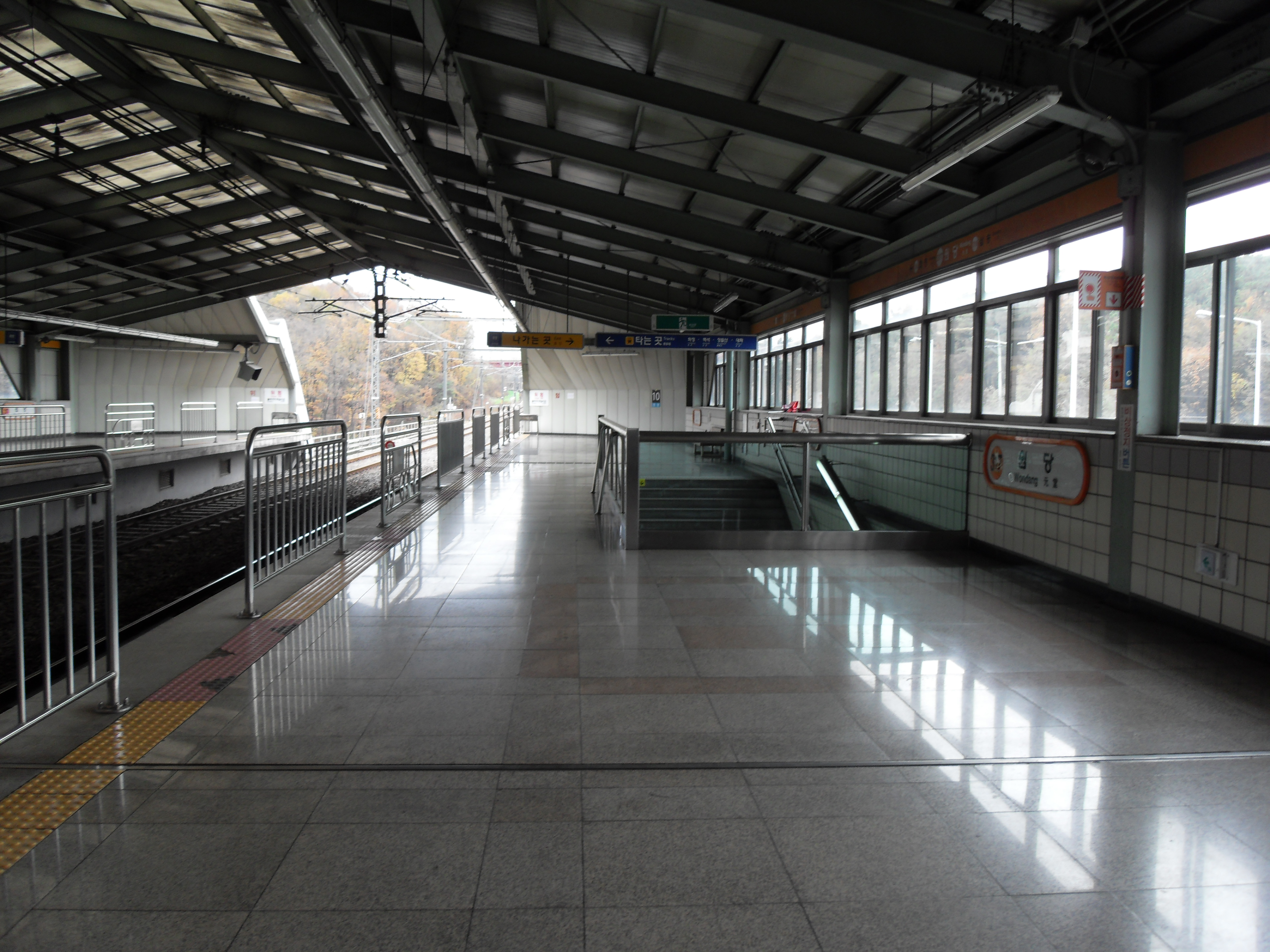
En 2009.